# 屋島作戰
屋島作戰（日语：ヤシマ作戦）是新世紀福音戰士內的一個作戰計劃，是葛城美里爲了逆擊第五使徒（新劇場版裏是為第六使徒）雷米爾以制止使徒對Nerv 本部的鑽探攻擊而訂立的，出現於TV版第六集《決戰、第三新東京市》及《福音戰士新劇場版：序》。

## 剧情
透過接收來自全日本的電力，由Evangelion 試驗初號機（以下簡稱初號機）操作改裝自戰略自衛隊秘密試作的高功率陽電子炮貫穿使徒的A.T.力場並將之摧毀。

### 作戰開始
陽電子炮的狙擊地點定於二子山的山頂，由初號機擔任射擊手，而Evangelion 試作零號機（以下簡稱零號機）則配備由太空梭機腹改裝的盾擔任防護手。作戰於日本時間凌晨零時開始，所需的電力經由輸電纜由日本各地接通至位於二子山的臨時變電站再連接上改裝的陽電子炮。

### 電視版
在電視版裏，初號機在校對瞄準時被使徒發現並做出反擊，使徒的加粒子炮與陽電子產生排斥現象而偏離目標，雙雙射失。當初號機再裝填陽電子炮、等待炮身冷卻時，使徒再度發射加粒子炮並命中二子山的臨時狙擊基地，幸而零號機以盾及自身的裝甲保護初號機和陽電子炮，為其贏得寶貴的冷卻及校對時間，最終使徒的A.T.力場及本體被陽電子貫穿，使徒死亡。

### 新劇場版
在新劇場版裏，作戰初期由葛城美里指揮二子山周圍的飛彈發射基地對使徒進行高密集度的砲擊，雖未成功破壞使徒的A.T.力場，但成功吸引到使徒的注意力給予初號機穩定瞄準的時機，第一發射擊即成功命中使徒，但由於陽電子炮在射擊時易受地球磁場與重力影響，導致第一發射擊並未成功命中使徒核心而遭到使徒以加粒子炮反擊但亦射失，初號機欲再填裝陽電子炮時使徒再次對二子山臨時狙擊基地砲擊，幸而零號機以盾與自身裝甲保護初號機與陽電子炮，讓初號機駕駛員能以手動校對瞄準後進行反擊，最終初號機發射第二發陽電子炮擊散已是強弩之末的加粒子炮，成功貫穿使徒的核心，使徒死亡，屋島作戰成功。

## 影响
在2011年東北地區太平洋大地震發生後，日本政府基於安全考慮決定暫時關閉所有核反應堆，此一舉措導致依賴核能發電的日本頓時電力供應驟減、並需要實施地區間歇性停電。日本EVA迷隨即冠以「屋島作戰」輪番停電計劃呼籲民眾配合政府節電措施，並獲得大量民眾響應。2022年3月，因福島縣外海發生黎克特制7.4級強震，令火力發電站停機而一時未能復原，加上氣溫寒冷致用電量高，故此東京電力公司呼籲企業用戶和市民節約用電，讓網民掀起對「屋島作戰」的討論。